# 﨏畑雄一郎

ぞ
﨏畑 雄一郎（さこはた ゆういちろう、1981年3月28日 - ）は、地方競馬の福山競馬場・徳本慶一厩舎に所属していた元騎手である。勝負服の柄は胴橙・紫山形一本輪、袖紫（益田時代）→胴橙袖白、青山形一文字。島根県安来市出身、血液型AB型、身長156cm。

## 来歴
地方競馬教養センター長期騎手課程第67期生。
1998年3月31日付けで地方競馬騎手免許を取得し、益田競馬場・大賀一政厩舎から騎手デビュー。同年4月11日第1回益田競馬3日目第2競走アラ系D級7組一般戦トミノダイゼンで初騎乗初勝利（6頭立て1番人気）。
1999年9月13日、第14回全日本新人王争覇戦出場（12人中6位）。
2000年に地方競馬通算100勝達成。
2002年8月16日、益田競馬場が休止（事実上の廃止）。それにともない福山競馬場番園一男厩舎に移籍。益田競馬在籍時通算2202戦244勝。
2005年、番園一男調教師廃業に伴い、徳本慶一厩舎に移籍。
2006年1月8日、地方競馬通算400勝達成。同年7月22日に実施されたこうちスタージョッキーシリーズ総合優勝。
2008年4月19日、地方競馬通算500勝達成。
同年10月19日、第12回福山競馬1日目第41回サンケイスポーツ杯福山菊花賞をサムライランボーで優勝（10頭立て9番人気）し、福山での重賞初制覇。
2011年4月、2010年度をもって引退することが発表された。同年4月17日第1回福山競馬4日目第8競走にお疲れ様　﨏畑雄一郎引退記念（B3三組条件戦）という記念レースが施行された。
通算成績は5811戦633勝・2着658回・3着725回・勝率10.9%・連対率22.2%。
引退後、濵田護國神社の権禰宜を務めた後、2019年からは社会医療法人正光会松ヶ丘病院系列の「さんさん牧場」にて就職。後進の指導にあたっている。

## 人物
- 福山競馬非開催日の場外発売時には場内をランニングする姿を見る事ができ、普段から体を鍛えている事がわかる。

## 主な騎乗馬
- サムライランボー（2008年福山菊花賞）
- ワイエスオジョー（2010年福山プリンセスカップ）
- クラマテング（2010年福山菊花賞）